# Melba Moore
Beatriz Melba Hill o Beatrice Melba Smith    conocida por su nombre artístico Melba Moore, es una cantante y actriz estadounidense. 

## Biografía

### Temprana edad y educación
Moore nació Beatrice Melba Hill en un hospital de Harlem de Beatrice Melba Smith  (las fuentes difieren) en la ciudad de Nueva York de Gertrude Melba Smith (1920-1976), quien era una cantante conocida profesionalmente como Bonnie Davis y Teddy Hill (1909-1976). 1978), líder de una big band.  Moore creció en la sección de Harlem de Nueva York hasta los nueve años, cuando su madre se volvió a casar con el pianista de jazz Clement Leroy Moorman y la familia se mudó a Newark, Nueva Jersey. Para la escuela secundaria, Moore asistió a Newark Arts High School,   y se graduó en 1958.  En 1970, se graduó en Montclair State College con una licenciatura en música.   

### Carrera temprana
Comenzó su carrera discográfica en 1967, grabando el tema "Magic Touch", que permaneció inédito hasta 1986. En años posteriores, se convirtió en una canción popular en la escena del soul del norte, lo que finalmente llevó a Moore a interpretarla en vivo en 2009 en el Baltic Soul Weekender 3 en Alemania, al norte de Hamburgo. En 1967, comenzó su carrera interpretativa como Dionne en el elenco original del musical Hair junto con Ronnie Dyson, Paul Jabara y Diane Keaton. Moore reemplazó a Keaton en el papel de Sheila. En 1970, ganó un premio Tony a la mejor interpretación de una actriz destacada en un musical por su interpretación de Lutiebelle en Purlie, un papel que más tarde retomaría en la adaptación televisiva de 1981 para Showtime. ¡No regresaría a Broadway hasta 1978 cuando apareció (como Marsinah) con Eartha Kitt en Timbuktu! pero dejó el programa después de unas semanas y fue reemplazada por Vanessa Shaw.
Tras el éxito de Purlie, Moore consiguió dos papeles cinematográficos en la pantalla grande, lanzó dos álbumes exitosos, I Got Love y Look What You're Doing to the Man, de 1970, y coprotagonizó con el actor Clifton Davis la exitosa película de la entonces pareja. serie de televisión de variedades en 1972. Tanto Moore como Davis revelaron que el programa fue cancelado después de su breve duración cuando terminó su relación. Cuando los gerentes y contadores de Moore la abandonaron en 1973, ella regresó a Newark y comenzó a cantar en conciertos benéficos. Su carrera retomó después de conocer al gerente discográfico y promotor de negocios Charles Huggins después de una actuación en el Teatro Apollo en 1974.

### Carrera musical
En 1975, Moore firmó con Buddah Records y lanzó el exitoso álbum de R&B Peach Melba, que incluía el éxito menor "I Am His Lady". Al año siguiente, obtuvo su primer éxito significativo con "This Is It", escrito por Van McCoy,  que alcanzó el Billboard Hot 100, la posición top 20 en la lista de R&B,  y el top 10 en el UK Singles Chart, convirtiéndose en su mayor éxito en ese país.  "This is It" también se convirtió en la pista disco número uno en el Reino Unido ese año. Fueron 18 años después cuando el cantante australiano Dannii Minogue hizo un cover de esta canción y llegó al número 10 en la lista ARIA.
En 1976, obtuvo su tercera nominación al Grammy con la balada de R&B "Lean on Me", que había sido grabada originalmente por Vivian Reed y más tarde por la ídola de Moore, Aretha Franklin, quien grabó la canción como cara B de su éxito de 1971 " Spanish Harlem. ". La canción es más notable por la nota larga y extendida de Moore al final. En 1983 volvió a grabar la canción como homenaje a McCoy, que había muerto cuatro años antes. Durante el resto de la década de 1970, Moore luchó por igualar el éxito de "This Is It" con éxitos menores de R&B y dance. Sin embargo, su éxito 'Pick Me Up, I'll Dance', lanzado en mayo de 1979, producido por McFadden &amp; Whitehead y publicado en Epic Records, tuvo un considerable éxito disco en el Reino Unido, alcanzando la posición 48 en las listas del Reino Unido, junto con otro éxito ese mismo año. también producido por McFadden &amp; Whitehead con una versión del éxito de los Bee Gees " You Stepped into My Life ",  que alcanzó el top 20 en las listas de R&B y el 47 en el Billboard Hot 100. 
En 1982, firmó con Capitol Records y alcanzó el top 5 en las listas de R&B con el sencillo dance-pop / funk "Love's Comin' at Ya",  que también alcanzó el top 20 en el Reino Unido  (en EMI America EA 146) y se convirtió en un éxito considerable en algunos países europeos por su sonido post-disco y seguido de "Mind Up Tonight", que fue otro éxito entre los 40 primeros en el Reino Unido alcanzando la posición número 22.  Siguió una serie de éxitos de R&B, incluidos "Keepin' My Lover Satisfied" y "Love Me Right" de 1983, "Livin' For Your Love" de 1984, "Read My Lips" de 1985, que más tarde le valieron a Moore una tercera nominación al Grammy (por Mejor Interpretación vocal femenina de rock),  convirtiéndola en la tercera artista negra después de Donna Summer y Michael Jackson en ser nominada en la categoría de rock, y "When You Love Me Like This" de 1985.
En 1986, obtuvo dos éxitos número uno de R&B, incluido el dúo "A Little Bit More" con Freddie Jackson y "Falling".  Marcó otros éxitos populares de R&B, incluidos "Love the One I'm With (A Lot of Love)" y "It's Been So Long".  Ese mismo año, Moore también encabezó la comedia televisiva de CBS Melba; su debut se emitió la misma noche de la explosión del Challenger y el programa fue cancelado abruptamente, aunque se emitieron cinco episodios ese verano. Su éxito comenzó a decaer a medida que se cerraba la década, aunque logró dos éxitos más en el Top 10 de R&B, "Do You Really (Want My Love)" y "Lift Every Voice and Sing".  Moore tuvo un papel protagónico en la película de terror de 1990 Def by Temptation.

### Carrera posterior
Regresó a Broadway en 1995 y consiguió un papel en Los Miserables. Un año después, comenzó su espectáculo unipersonal de larga duración, Sweet Songs of the Soul, más tarde rebautizado como I'm Still Standing. En 2003, Moore apareció en la película The Fighting Temptations, protagonizada por Cuba Gooding Jr. y Beyoncé Knowles. En 2007, consiguió un papel en una producción de Ain't Misbehavin'. En 2009, el sello independiente Breaking Records lanzó el EP Book of Dreams, en el que apareció Moore. Ese mismo año, Moore contó la historia de su vida en Unsung de TV-One y ese mismo año lanzó su primer álbum de R&B en casi 20 años, un dueto con Phil Perry llamado The Gift of Love. Su canción "Love Is" debutó en las listas de R&B en 2011 en el puesto 87.
En 2016, lanzó el álbum Forever Moore . Moore ha continuado de gira y actuando desde entonces y lanzó su álbum The Day I Turned To You el 13 de diciembre de 2019, un álbum de música góspel con inflexión de R&B.
En 2021, colaboró con Stone Foundation en la canción "Now That You Want Me Back".
En 2022, actuó en Washington D. C. en Roll On, un musical gospel que se estrenó originalmente con ella en 2006.

## Vida personal
Estuvo casada una vez y tiene una hija.  Mantuvo una relación de cuatro años con la estrella de televisión Clifton Davis a principios de la década de 1970.  Davis admitió más tarde que la relación fracasó debido a su abuso de drogas y maltrato a Moore.  En septiembre de 1974, se casó con el director discográfico y promotor empresarial Charles Huggins. Moore y Huggins se divorciaron después de 17 años de matrimonio en 1991.  En 1999, Huggins presentó una demanda contra Moore alegando que ella lo había difamado públicamente al afirmar que abusaba de ella económicamente.  
Se ha descrito a sí misma como una "católica nacida de nuevo". 

## Premios
Además de su premio Tony, su carrera musical le valió elogios adicionales. Fue nominada a un premio Grammy en 1971 como "Mejor Artista Revelación".  En 1976, obtuvo otra nominación al Grammy a la Mejor Interpretación Vocal Femenina de Rhythm & Blues por la canción "Lean on Me".  Moore también fue nominada a Mejor Interpretación Vocal Femenina de Rock en 1986 por "Read My Lips".  Moore también recibió en 2012 el premio Theatre Legend Award del Atlanta Black Theatre Festival. Moore fue incluido en el Salón de la Fama Oficial de la Música Rhythm & Blues el 4 de octubre de 2015 en Detroit.
Recibió el premio Sandy Hosey Lifetime Achievement Award 2015 durante la transmisión de los premios AMG Heritage Awards 2015 de Artists Music Guild celebrada el 14 de noviembre de 2015 en Carolina del Norte. 
El 10 de agosto de 2023, recibió una estrella en el Paseo de la Fama de Hollywood dentro de la categoría Teatro en Vivo/Actuación en Vivo con un agradecimiento especial a Katt Williams. 

## Trabajo escénico
- Hair (1967)
- Purlie (1970)
- Timbuktu! (1978)
- Inacent Black (1981)
- Broadway at the Bowl (1988)
- From the Mississippi Delta (1993, est)
- Les Misérables (1995)
- Brooklyn (2006)
- Straight 2the Head (2013)
- Great God A'Mighty (2013)
- Lady Day at Emerson's Bar and Grill (2018)
- After Midnight (2018)

## Filmografía
- Cotton Comes to Harlem (1970)
- The Sidelong Glances of a Pigeon Kicker (1970)
- Lost in the Stars (1974)
- Christmas con Flicka (1987)
- All Dogs Go to Heaven (1989) ... Whippet Angel (voice)
- Yakety Yak, Take It Back (1991) ... Herself/Tibi the Take it Back Butterfly (voice)
- Tiny Toon Adventures (1991) ... Tibi the Take it Back Butterfly (voice)
- Taz-Mania (1991) ... Tibi the Take it Back Butterfly (voice)
- Trash Talk (1992) ... Tibi the Take it Back Butterfly (voice)
- Yakety Yak, Take it Again (1992) ... Tibi the Take it Back Butterfly (voice)
- Yakety Yak, Take it Another Again (1992) ... Tibi the Take it Back Butterfly (voice)
- Animaniacs (1993) ... Tibi the Take it Back Butterfly (voice)
- Space Jam (1996) ... Tibi the Take it Back Butterfly (voice)
- The Fighting Temptations (2003)
- Looney Tunes: Back in Action (2003) ... Tibi the Take it Back Butterfly (voice)
- Looney Tunes: Rabbits Run (2012) ... Tibi the Take it Back Butterfly (voice)
- New Looney Tunes (2015) ... Tibi the Take it Back Butterfly (voice)

## Discografía

### Álbumes
| 1970                                                                                  | I Got Love - Lanzado: 9 de junio de 1970 - Sello: Mercury                                               | —   | —  |
| 1971                                                                                  | Look What You're Doing to the Man - Lanzado: 29 de enero de 1971 - Sello: Mercury                       | 157 | 43 |
| 1972                                                                                  | Melba Moore Live! - Lanzado: 21 de julio de 1972 - Sello: Mercury                                       | —   | —  |
| 1975                                                                                  | Peach Melba - Lanzado: 10 de junio de 1975 - Sello: Buddah                                              | 176 | 49 |
| 1976                                                                                  | This Is It - Lanzado: 13 de abril de 1976 - Sello: Buddah                                               | 145 | 32 |
| 1976                                                                                  | Melba '76 - Lanzado: 2 de diciembre de 1976 - Sello: Buddah                                             | 177 | 30 |
| 1977                                                                                  | A Portrait of Melba - Lanzado: 6 de noviembre de 1977 - Sello: Buddah                                   | —   | —  |
| 1978                                                                                  | Melba '78 - Lanzado: 29 de septiembre de 1978 - Sello: Epic                                             | 114 | 35 |
| 1979                                                                                  | Burn - Lanzado: 21 de septiembre de 1979 - Sello: Epic                                                  | —   | 71 |
| 1980                                                                                  | Closer - Lanzado: 20 de julio de 1980 - Sello: Epic                                                     | —   | —  |
| 1981                                                                                  | What a Woman Needs - Lanzado: 12 de octubre de 1981 - Sello: EMI America                                | 201 | 46 |
| 1982                                                                                  | The Other Side of the Rainbow - Lanzado: 10 de octubre de 1982 - Sello: Capitol                         | 152 | 18 |
| 1983                                                                                  | Never Say Never - Lanzado: 14 de noviembre de 1983 - Sello: Capitol                                     | 147 | 9  |
| 1985                                                                                  | Read My Lips - Lanzado: 22 de marzo de 1985 - Sello: Capitol                                            | 130 | 30 |
| 1986                                                                                  | A Lot of Love - Lanzado: 18 de julio de 1986 - Sello: Capitol                                           | 91  | 7  |
| 1988                                                                                  | I'm in Love - Lanzado: 1 de junio de 1988 - Sello: Capitol                                              | —   | 45 |
| 1990                                                                                  | Soul Exposed - Lanzado: 26 de marzo de 1990 - Sello: Orpheus / Capitol                                  | —   | 52 |
| 1996                                                                                  | Happy Together (with The Lafayette Harris, Jr. Trio) - Lanzado: 18 de junio de 1996 - Sello: Muse       | —   | —  |
| 1999                                                                                  | Solitary Journey - Lanzado: 23 de febrero de 1999 - Sello: Encore Music Group                           | —   | —  |
| 2001                                                                                  | A Very Special Christmas Gift - Lanzado: 23 de octubre de 2001 - Sello: Believe Music Works / Lightyear | —   | —  |
| 2002                                                                                  | A Night in St. Lucia - Lanzado: 25 de junio de 2002 - Sello: Image                                      | —   | —  |
| 2003                                                                                  | I'm Still Here - Lanzado: 25 de febrero de 2003 - Sello: Shout Glory                                    | —   | —  |
| 2004                                                                                  | Nobody but Jesus - Lanzado: 31 de agosto de 2004 - Sello: Believe Music Works / Lightyear               | —   | —  |
| 2007                                                                                  | Live in Concert - Lanzado: 7 de agosto de 2007 - Sello: Soul Concerts                                   | —   | —  |
| 2009                                                                                  | The Gift of Love (with Phil Perry) - Lanzado: 29 de septiembre de 2009 - Sello: Shanachie               | —   | —  |
| 2016                                                                                  | Forever Moore - Lanzado: 10 de abril de 2016 - Sello: Muzikk Matrixx                                    | —   | —  |
| 2019                                                                                  | The Day I Turned to You - Lanzado: 13 de diciembre de 2019 - Sello: Hitman Records                      | —   | —  |
| 2022                                                                                  | Imagine - Lanzado: 29 de abril de 2022 - Sello: The Gallery Entertainment / Orpheus Enterprises         | —   | —  |
| "—" denota lanzamientos que no se registraron o no fueron lanzados en ese territorio. | |     |    |

### Compilaciones
| Año  | Álbum                                                                                              |
| ---- | -------------------------------------------------------------------------------------------------- |
| 1979 | Dancin' with Melba - Lanzado: 1979 - Sello: Buddah                                                 |
| 1995 | This Is It: The Best of Melba Moore - Lanzado: 21 de marzo de 1995 - Sello: CEMA / Razor &amp; Tie |
| 1997 | The Magic of Melba Moore (A Little Bit Moore) - Lanzado: 28 de enero de 1997 - Sello: EMI          |

### Sencillos
| Año                                                                                   | Títulos | Álbum                                                |
| ------------------------------------------------------------------------------------- | --- | ---------------------------------------------------- |
| 1966                                                                                  | "Don't Cry Sing Along con the Music" b/w "Does Love Believe in Me"                                                 | Non-album tracks                                     |
| 1969                                                                                  | "I Messed Up a Good Thing" b/w "I'll Do It All Over Again" (Non-album track)                                       | Living to Give                                       |
| 1969                                                                                  | "We're Living to Give (To Give to Each Other)" b/w "The Flesh Failures (Let the Sun Shine In)"                     | Living to Give                                       |
| 1970                                                                                  | "Black Enough" b/w "My Salvation"                                                                                  | Cotton Comes to Harlem various artists soundtrack    |
| 1970                                                                                  | "Time and Love" b/w "Facade"                                                                                       | Living to Give                                       |
| 1970                                                                                  | "I Got Love" b/w "I Love Making Love to You" (from Living to Give)                                                 | I Got Love                                           |
| 1970                                                                                  | "We're Living to Give (To Give to Each Other)" b/w "Purlie" (from I Got Love)                                      | Living to Give                                       |
| 1970                                                                                  | "Look What You're Doing to the Man" b/w "Patience Is Rewarded"                                                     | Look What You're Doing to the Man                    |
| 1971                                                                                  | "Loving You Comes So Easy" b/w "If I Had a Million"                                                                | Look What You're Doing to the Man                    |
| 1971                                                                                  | "Take Up a Course in Happiness" b/w "He Ain't Heavy, He's My Brother" (from Look What You're Doing to the Man)     | Non-album tracks                                     |
| 1972                                                                                  | "I Ain't Got to Love Nobody Else" b/w "Love Letters"                                                               | Non-album tracks                                     |
| 1975                                                                                  | "I Am His Lady" b/w "If I Lose"                                                                                    | Peach Melba                                          |
| 1975                                                                                  | "Must Be Dues" b/w "Natural Part of Everything"                                                                    | Peach Melba                                          |
| 1976                                                                                  | "This Is It" b/w "Stay Awhile"                                                                                     | This Is It                                           |
| 1976                                                                                  | "Lean on Me" b/w "One Less Morning"                                                                                | This Is It                                           |
| 1976                                                                                  | "Free" | Dancin' con Melba                                    |
| 1976                                                                                  | "Make Me Believe in You"                                                                                           | Dancin' con Melba                                    |
| 1976                                                                                  | "Play Boy Scout"                                                                                                   | Dancin' con Melba                                    |
| 1977                                                                                  | "Good Love Makes Everything Alright"                                                                               | Melba (Buddah)                                       |
| 1977                                                                                  | "The Long and Winding Road" b/w "Ain't No Love Lost"                                                               | Melba (Buddah)                                       |
| 1977                                                                                  | "The Way You Make Me Feel" b/w "So Many Mountains"                                                                 | Melba (Buddah)                                       |
| 1977                                                                                  | "The Greatest Feeling" b/w "The Long and Winding Road" UK release only                                             | Melba (Buddah)                                       |
| 1978                                                                                  | "Standing Right Here" b/w "Living Free"                                                                            | A Portrait of Melba                                  |
| 1978                                                                                  | "I Don't Know No One Else to Turn To" b/w "Just Another Link"                                                      | A Portrait of Melba                                  |
| 1978                                                                                  | "You Stepped into My Life" b/w "There's No Other Like You"                                                         | Melba (Epic)                                         |
| 1979                                                                                  | "Pick Me Up, I'll Dance" b/w "Where Did You Ever Go"                                                               | Melba (Epic)                                         |
| 1979                                                                                  | "Miss Thing" b/w "Need Love"                                                                                       | Burn                                                 |
| 1979                                                                                  | "Night People" b/w "Hot and Tasty"                                                                                 | Burn                                                 |
| 1980                                                                                  | "Everything So Good About You" b/w "Next to You"                                                                   | Closer                                               |
| 1981                                                                                  | "Take My Love" b/w "Just You, Just Me" (Non-album track)                                                           | What a Woman Needs                                   |
| 1981                                                                                  | "Let's Stand Together" b/w "What a Woman Needs"                                                                    | What a Woman Needs                                   |
| 1982                                                                                  | "Love's Comin' at Ya" b/w Instrumental version of A-side (Non-album track)                                         | The Other Side of the Rainbow                        |
| 1983                                                                                  | "Mind Up Tonight" b/w Instrumental version of A-side (Non-album track)                                             | The Other Side of the Rainbow                        |
| 1983                                                                                  | "Underlove" b/w "Underlove" (M&M mix, non-album track)                                                             | The Other Side of the Rainbow                        |
| 1983                                                                                  | "Keepin' My Lover Satisfied" b/w Instrumental version of A-side (Non-album track)                                  | Never Say Never                                      |
| 1984                                                                                  | "Livin' for Your Love" b/w "Got to Have Your Love" (Instrumental version, non-album track)                         | Never Say Never                                      |
| 1984                                                                                  | "Love Me Right" b/w "Never Say Never"                                                                              | Never Say Never                                      |
| 1985                                                                                  | "I Can't Believe (It's Over)" b/w "King of My Heart"                                                               | Read My Lips                                         |
| 1985                                                                                  | "Read My Lips" b/w "Got to Have Your Love" (from Never Say Never)                                                  | Read My Lips                                         |
| 1985                                                                                  | "When You Love Me Like This" b/w "Winner" (Edited instrumental, non-album track)                                   | Read My Lips                                         |
| 1986                                                                                  | "Love the One I'm With (A Lot of Love)" (con Kashif) b/w "Don't Go Away"                                           | A Lot of Love                                        |
| 1986                                                                                  | "A Little Bit More" (con Freddie Jackson) b/w "When We Touch (It's Like Fire)"                                     | A Lot of Love                                        |
| 1986                                                                                  | "Falling" b/w "Got to Have Your Love" (from Never Say Never)                                                       | A Lot of Love                                        |
| 1987                                                                                  | "I'm Not Gonna Let You Go" b/w "Dreams"                                                                            | A Lot of Love                                        |
| 1987                                                                                  | "It's Been So Long" b/w "Don't Go Away"                                                                            | A Lot of Love                                        |
| 1988                                                                                  | "I Can't Complain" (con Freddie Jackson) b/w "There I Go Falling In Love Again" (from A Lot of Love)               | I'm in Love                                          |
| 1988                                                                                  | "I'm in Love" (con Kashif) b/w "Stay" (from A Lot of Love)                                                         | I'm in Love                                          |
| 1988                                                                                  | "Love & Kisses" b/w "I'm in Love" (Summertime Shorts version, con Kashif—non-album track)                          | I'm in Love                                          |
| 1990                                                                                  | "Do You Really (Want My Love?)" 12" single con four different mixes Only the original version appears on the album | Soul Exposed                                         |
| 1990                                                                                  | "Lift Ev'ry Voice and Sing" b/w Same song con narration by Rev. Jesse Jackson (Non-album track)                    | Soul Exposed                                         |
| 1998                                                                                  | "Everybody" CD single con five different mixes                                                                     | Solitary Journey (Featuring three of the five mixes) |
| 2005                                                                                  | "My Heart Belongs to You" 12" single con three different mixes                                                     | Non-album tracks                                     |
| 2011                                                                                  | "Love Is" | Non-album tracks                                     |
| "—" denota lanzamientos que no se registraron o no fueron lanzados en ese territorio. | |                                                      |